# Абасов, Эйюб Джебраил оглы
Эйюб Джебраил оглы́ Аба́сов (азерб. Abbasov Əyyub Cəbrayıl oğlu; 1905 — 18 декабря 1957) — азербайджанский поэт и писатель.  Заслуженный деятель искусств Азербайджана (1954).

## Биография
Родился в семье крестьянина в селе Шаки Занзегурского уезда Елизаветпольской губернии (сейчас Сюникская область Армении). В юности был батраком. Окончил два класса сельской школы. Позже учился в Нахичеванском педагогическом техникуме, а с 1928 по 1932 год в Бакинском педагогическом институте. В 1934 году работал в редакции газеты «Коммунист», затем до 1937 года учился в Ленинграде на курсах переводчиков и редакторов.
- 1937—1939 — начальник отдела в «Азеркниге» (азерб. Azərnəşrdə)
- 1939—1941 — в составе комиссии по культуре при Совете Министров Азербайджанской ССР
- 1943—1947 — инструктор в ЦК Коммунистической партии Азербайджанской ССР
- 1947—1948 — директор Театральной школы в Баку
- 1949—1957 — начальник отдела детско-юношеском книжного издательства[1]

В 1954 году получил звание Заслуженного деятеля искусств Азербайджана. Член КПСС с 1929 года.
Умер 18 декабря 1957 года в Баку.

## Творчество
Начал печататься в 1932 году в республиканских газетах. В своих стихах воспевал героический труд строителей социализма. Его поэма «Пароход под красным флагом» (азерб. Гырмызы байраглы кәми), 1953) посвящена жизни и быту индийского народа, бескорыстной помощи Советского Союза Индии. Поэма «Слово о правде» (азерб. «Гәһрәман ана»), 1953) рассказывает о героизме дочери бразильского народа Элизы Бранко.
В романе Абасова «Зангезур» (азерб. Зәнҝәзур, кн. 1—2, 1956—57, русский перевод выполнен в 1959 году) изображена борьба азербайджанского и армянского народов за Советскую власть. Ему принадлежит несколько стихов и пьес для детей. на Ряд его пьес поставил ТЮЗ в Баку: «Мелик Мамед» (1943), «Песня весны»" 1949), «Агиль и Сервиназ» (1958). Также он перевёл на азербайджанский язык некоторые произведения Самуила Маршака и Юлиана Тувима.